# Steven Dewick
Steven Dewick (n. 2 februarie 1976, Sydney, Noul Wales de Sud, Australia) este un înotător australian, medaliat olimpic. A participat la o ediție a Jocurilor Olimpice (1996) în care a câștigat două medalii de bronz.